# Bài Sơn
Bài Sơn là một xã thuộc huyện Đô Lương, tỉnh Nghệ An, Việt Nam.
Xã Bài Sơn có diện tích 13,03 km², dân số năm 1999 là 3289 người, mật độ dân số đạt 252 người/km². Bài Sơn có Nhà máy Xi măng Sông Lam công suất 4000000 tấn/năm đang được xây dựng, dự kiến đi vào hoạt động vào năm 2017 sẽ mang lại diện mạo mới cho xã. Đặc biệt là chương trình xây dựng nông thôn mới sẽ có thêm tiềm lực để xã hoàn thành xây dựng nông thôn mới vào năm 2018

## Hành chính
Xã được chia thành 3 xóm: 1, 2, 3.